# Eclipsa de Soare din 6 ianuarie 2019

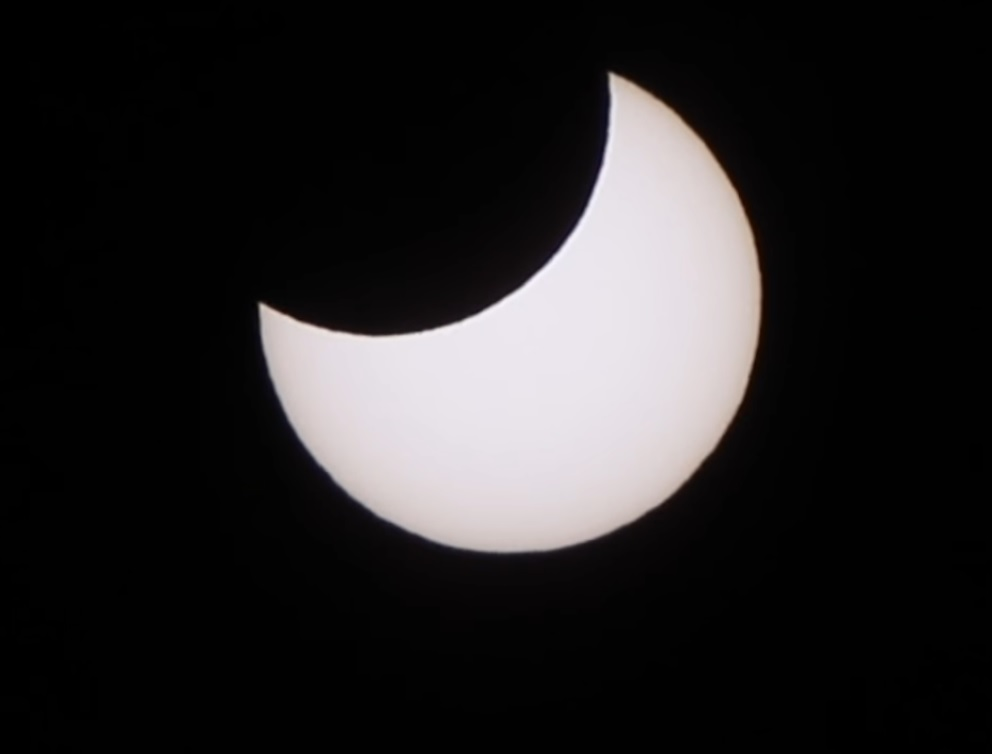
Eclipsa de Soare din 6 ianuarie 2019

Eclipsa de Soare din 6 ianuarie 2019 a fost a 14-a eclipsă parțială din secolul al XXI-lea. Aceasta a fost vizibilă în Estul Asiei și în Nordul Oceanului Pacific. 
De la eclipsă au trecut 6 ani, 56 zile.

## Vizibilitate
Faza maximă a eclipsei (71%) a fost înregistrată în Iacutia, Rusia.
Eclipsa a fost observată în Japonia, estul Rusiei, Coreea de Nord, Coreea de Sud, estul Chinei, estul Mongoliei și nord-vestul Alaskăi.